# Portugal nos Jogos Paralímpicos de Verão de 2020
Portugal participou nos Jogos Paralímpicos de Verão de 2020 realizados em Tóquio, Japão, entre 24 de agosto a 5 de setembro de 2021. Os paratletas portugueses competiram em todos os Jogos Paralímpicos de Verão desde que o país se estreou na prova nos Jogos Paralímpicos de Verão de 1972 à exceção de 1976 e 1980. O Comité Paralímpico de Portugal foi representado por 33 paratletas, que competiram em 8 modalidades.

## Paratletas
Número de paratletas portugueses por modalidade:
| Modalidade | Modalidade | Homens | Mulheres | Total |
| ---------- | ---------- | ------ | -------- | ----- |
| 1          | Atletismo  | 6      | 4        | 10    |
| 2          | Badminton  | 0      | 1        | 1     |
| 3          | Boccia     | 7      | 3        | 10    |
| 5          | Canoagem   | 2      | 0        | 2     |
| 4          | Ciclismo   | 2      | 0        | 2     |
| 6          | Hipismo    | 0      | 1        | 1     |
| 7          | Judo       | 1      | 0        | 1     |
| 8          | Natação    | 5      | 1        | 6     |
| Total      | Total      | 23     | 10       | 33    |

## Conquistas

### Medalhas
Portugal obteve nos Jogos Paralímpicos de Tóquio 2020, 2 medalhas, sendo de Bronze.
| Medalha | Medalha | Atleta          | Modalidade | Prova                  | Data                  |
| ------- | ------- | --------------- | ---------- | ---------------------- | --------------------- |
| 1       | Bronze  | Miguel Monteiro | Atletismo  | Lançamento do Peso F40 | 29 de agosto de 2021  |
| 1       | Bronze  | Norberto Mourão | Canoagem   | Va'a VL2 masculino     | 4 de setembro de 2021 |

### Diplomas olímpicos
Portugal obteve até ao momento na sua participação nos Jogos Paralímpicos de Tóquio 2020, 1 diploma Paralímpico.
Os medalhados por Portugal também obtiveram diploma Paralimpico.
| Atleta | Atleta          | Modalidade        | Prova                           | Data                 |
| ------ | --------------- | ----------------- | ------------------------------- | -------------------- |
| 1      | Telmo Pinão     | Ciclismo de Pista | 3000m C2 Perseguição Individual | 26 de agosto de 2021 |
| 2      | Gustavo Ribeiro | Skate             | Street Masculino                | 25 de julho de 2021  |

### Recordes

#### Recordes nacionais
| Atleta        | Modalidade | Prova                      | Data                 |
| ------------- | ---------- | -------------------------- | -------------------- |
| Diogo Cancela | Natação    | 100m bruços SB8 masculinos | 26 de agosto de 2021 |
| Marco Meneses | Natação    | 50m livres S11 masculinos  | 26 de agosto de 2021 |

#### Recorde pessoal do atleta
| Atleta           | Modalidade | Prova                    | Data                |
| ---------------- | ---------- | ------------------------ | ------------------- |
| José Paulo Lopes | Natação    | 400 m estilos masculinos | 24 de julho de 2021 |

#### Recorde da temporada do atleta
| Atleta        | Modalidade | Prova                 | Data                |
| ------------- | ---------- | --------------------- | ------------------- |
| Evelise Veiga | Atletismo  | Triplo Salto Feminino | 1 de agosto de 2021 |
| Marta Pen     | Atletismo  | 1500 metros           | 4 de agosto de 2021 |

## Atletismo
| Atleta            | Prova        | Aquecimento | Aquecimento | Final     | Final   |
| Atleta            | Prova        | Resultado   | Posição     | Resultado | Posição |
| ----------------- | ------------ | ----------- | ----------- | --------- | ------- |
| Sandro Baessa     | 400m T20     |             |             |           |         |
| Sandro Baessa     | 1500m T20    |             |             |           |         |
| João Correia      | 100m T51     |             |             |           |         |
| Manuel Mendes     | Maratona T46 |             |             |           |         |
| Cristiano Pereira | 1500m T20    |             |             |           |         |
| Hélder Mestre     | 100m T51     |             |             |           |         |
| Hélder Mestre     | 200m T51     |             |             |           |         |

| Atleta      | Prova        | Aquecimento | Aquecimento | Final     | Final   |
| Atleta      | Prova        | Resultado   | Posição     | Resultado | Posição |
| ----------- | ------------ | ----------- | ----------- | --------- | ------- |
| Odete Fiúza | Maratona T11 | -           | -           |           |         |
| Carina Paim | 400m T20     |             |             |           |         |

### Eventos no terreno
| Atleta          | Prova                 | Final       | Final   |
| Atleta          | Prova                 | Performance | Posição |
| --------------- | --------------------- | ----------- | ------- |
| Miguel Monteiro | Arremesso de peso F40 | 10,76       | Bronze  |

| Atleta         | Prova                | Final     | Final  | Final   |
| Atleta         | Prova                | Resultado | Pontos | Posição |
| -------------- | -------------------- | --------- | ------ | ------- |
| Ana Filipe     | Salto em comprimento |           |        |         |
| Claudia Santos | Salto em comprimento |           |        |         |

## Ciclismo

### Ciclismo de estrada
| Atleta     | Prova          | Classe | Tempo    | Posição  |
| ---------- | -------------- | ------ | -------- | -------- |
| Luís Costa | Contrarrelógio | H5     | 31:06.06 | 8° lugar |
| Luís Costa | Fundo          | H5     | 1:37:56  | 8° lugar |

### Ciclismo de Pista
| Atleta      | Prova                                 | Qualificação | Qualificação | Final             | Final             |
| Atleta      | Prova                                 | Tempo        | Posição      | Tempo             | Posição           |
| ----------- | ------------------------------------- | ------------ | ------------ | ----------------- | ----------------- |
| Telmo Pinão | C2 3000 metros-Perseguição Individual | 4:03.192     | 8° lugar     | Não se qualificou | Não se qualificou |

## Natação
| Atleta        | Prova             | Classe | Eliminatórias | Eliminatórias | Final             | Final             |
| Atleta        | Prova             | Classe | Tempo         | Posição       | Tempo             | Posição           |
| ------------- | ----------------- | ------ | ------------- | ------------- | ----------------- | ----------------- |
| Diogo Cancela | 100 metros costas | S8     | 1:15.63       | 11° lugar     | Não se qualificou | Não se qualificou |
| Diogo Cancela |                   | S8     |               |               | Não se qualificou | Não se qualificou |
| Diogo Cancela | 100 metros bruços | SB8    | 1:19.30       | 12° lugar     | Não se qualificou | Não se qualificou |
| Diogo Cancela | 200 metros livres | SM8    |               |               | Não se qualificou | Não se qualificou |
| David Grachat | 400 metros livres | S9     | 4:27.96       | 10° lugar     | Não se qualificou | Não se qualificou |
| Marco Meneses | 400 metros livres | S11    | DNS           | DNS           | DNS               | DNS               |
| Marco Meneses | 50 metros livres  | S11    | 28.07         | 8° lugar Q    | Não se qualificou | Não se qualificou |

| Atleta       | Prova            | Classe | Eliminatórias | Eliminatórias | Final             | Final             |
| Atleta       | Prova            | Classe | Tempo         | Posição       | Tempo             | Posição           |
| ------------ | ---------------- | ------ | ------------- | ------------- | ----------------- | ----------------- |
| Susana Veiga | 50 metros livres | S9     |               |               | Não se qualificou | Não se qualificou |
| Susana Veiga | 50 metros livres | S10    | 29.6          | 12° lugar     | Não se qualificou | Não se qualificou |

Legenda
| Recorde mundial      | Recorde mundial (World record)               |                       | Recorde africano                      | Recorde africano (African) |                                           | Q | Classificado por posição (Qualified) |
| Recorde paralímpico  | Recorde paralímpico (Paralympic record)      | Recorde da América    | Recorde da América (Americas)         | q                          | Classificado por melhor tempo (Qualified) |   |                                      |
| Melhor marca do ano  | Melhor marca do ano (World leading)          | Recorde asiático      | Recorde asiático (Asian)              | DNS                        | Não largou (Did not start)                |   |                                      |
| Recorde nacional     | Recorde nacional (National record)           | Recorde europeu       | Recorde europeu (European)            | DNF                        | Não terminou (Did not finish)             |   |                                      |
| Recorde pessoal      | Recorde pessoal do atleta (Personal best)    | Recorde da Oceania    | Recorde da Oceania (Oceania)          | DSQ / DQ                   | Desclassificado (Disqualified)            |   |                                      |
| Recorde da temporada | Recorde da temporada do atleta (Season best) | Recorde sul-americano | Recorde sul-americano (South America) | NM                         | Sem marca (No mark)                       |   |                                      |